# Warner Bros. Animation
Warner Bros. Animation — отдел анимации компании Warner Bros., филиал конгломерата Time Warner. Студия тесно связана с Looney Tunes, Merrie Melodies и др. Эта студия является преемником компании Warner Bros. Cartoons (прежнее название Leon Schlesinger Productions), студия которая продюсировала мультфильмы Looney Tunes и Merrie Melodies в периоды с 1933 по 1963, и с 1967 по 1969 годы. Уорнер восстановил собственный отдел анимации, наладив рабочие отношения с компанией Looney Tunes.
После 1990 года, Warner Bros. Animation сосредоточена на производстве продукции для телевидения и анимации, включая отношения с Time Warner’s DC Comics.

## Фильмография

### «Пакетные» фильмы
| Название                                  | Оригинальное название                     | Премьера         |
| ----------------------------------------- | ----------------------------------------- | ---------------- |
| Безумный, безумный, безумный кролик Банни | The Looney Looney Looney Bugs Bunny Movie | 20 ноября 1981   |
| 1001 сказка Багза Банни                   | Bugs Bunny’s 3rd Movie: 1001 Rabbit Tales | 19 ноября 1982   |
| Даффи Дак: Фантастический остров          | Daffy Duck’s Fantastic Island             | 5 августа 1983   |
| Даффи Дак: Охотники за чудовищами         | Daffy Duck’s Quackbusters                 | 24 сентября 1988 |

### Оригинальные фильмы
| Название                          | Оригинальное название        | Премьера        |
| --------------------------------- | ---------------------------- | --------------- |
| Бэтмен: Маска Фантазма            | Batman: Mask of the Phantasm | 25 декабря 1993 |
| Космический джем                  | Space Jam                    | 15 ноября 1996  |
| Волшебный меч: В поисках Камелота | Quest for Camelot            | 15 мая 1998     |
| Стальной гигант                   | The Iron Giant               | 6 августа 1999  |
| Осмосис Джонс                     | Osmosis Jones                | 10 августа 2001 |
| Луни Тюнз: Снова в деле           | Looney Tunes: Back in Action | 14 ноября 2003  |